# Curling-Europameisterschaft 1982
Die Curling-Europameisterschaft 1982 der Männer und Frauen fand vom 6. bis 11. Dezember in Kirkcaldy in Schottland statt.

## Turnier der Männer

### Teilnehmer
Gruppe A
| BR Deutschland                                                                              | England                                                                                | Frankreich                                                                             | Italien                                                                                     |
| ------------------------------------------------------------------------------------------- | -------------------------------------------------------------------------------------- | -------------------------------------------------------------------------------------- | ------------------------------------------------------------------------------------------- |
| Skip: Keith Wendorf Third: Hans Dieter Kiesel Second: Sven Saile Lead: Heiner Martin        | Skip: Ronnie Brock Third: John Brown Second: Tony Fraser Lead: Duncan Stewart          | Skip: Henri Müller Third: Rene Robert Second: Fernand Schillinger Lead: Albert Lecomte | Skip: Andrea Pavani Third: Enrico Alberti Second: Gian Carlo Valt Lead: Gian A. Gillarduzzi |
| Niederlande                                                                                 | Schweiz                                                                                | Wales                                                                                  |                                                                                             |
| Skip: Wim Neeleman Third: Robert v.d. Cammen Second: Gustaaf van Imhoff Lead: Jeroen Tilman | Skip: Jürg Tanner Third: Jürg Hornisberger Second: Patrik Lörtscher Lead: Franz Tanner | Skip: Peter Williams Third: Richard Davis Second: Ray King Lead: Adrian Meikle         |                                                                                             |

Gruppe B
| Dänemark                                                                            | Finnland                                                                              | Luxemburg                                                                                | Norwegen                                                                                |
| ----------------------------------------------------------------------------------- | ------------------------------------------------------------------------------------- | ---------------------------------------------------------------------------------------- | --------------------------------------------------------------------------------------- |
| Skip: Frants Gufler Third: Hans Gufler Second: Michael Sindt Lead: Holger Slotsager | Skip: Isto Kolehmainen Third: Juhani Eholuoto Second: Jorma Mäkelä Lead: Keijo Silvan | Skip: Georges Schweich Third: Bill Bannerman Second: Denis Boulianne Lead: Gilbert Franz | Skip: Pål Trulsen Third: Flemming Davanger Second: Stig-Arne Gunnestad Lead: Kjell Berg |
| Österreich                                                                          | Schweden                                                                              | Schottland                                                                               |                                                                                         |
| Skip: Günter Mochny Third: Roland Koudelka Second: Arthur Fabi Lead: Jakob Kuchl    | Skip: Tom Schäffer Third: Bengt Oscarius Second: Lars Hegert Lead: Boa Carlman        | Skip: Mike Hay Third: David Hay Second: David Smith Lead: Russell Keiller                |                                                                                         |

### Gruppenphase

#### Gruppe A
| Draw | Begegnung                | Resultat | Begegnung                   | Resultat | Begegnung                    | Resultat |
| ---- | ------------------------ | -------- | --------------------------- | -------- | ---------------------------- | -------- |
| 1    | BR Deutschland – Schweiz | 9-5      | Italien – Frankreich        | 5-3      | Wales – England              | 9-5      |
| 2    | Schweiz – Niederlande    | 13-6     | Frankreich – BR Deutschland | 10-9     | England – Italien            | 10-3     |
| 3    | Frankreich – Wales       | 9-2      | Schweiz – England           | 9-6      | BR Deutschland – Niederlande | 13-7     |
| 4    | Niederlande – Frankreich | 7-5      | Schweiz – Wales             | 18-1     | BR Deutschland – Italien     | 10-4     |
| 5    | Niederlande – England    | 11-6     | Wales – Italien             | 8-5      | Schweiz – Frankreich         | 7-4      |
| 6    | Schweiz – Italien        | 9-2      | BR Deutschland – England    | 9-5      | Niederlande – Wales          | 8-3      |
| 7    | BR Deutschland – Wales   | 14-2     | Niederlande – Italien       | 6-5      | Frankreich – England         | 6-4      |

| Platz | Team           | Spiele | Siege | Ndlg. |
| ----- | -------------- | ------ | ----- | ----- |
| 1.    | BR Deutschland | 6      | 5     | 1     |
| 2.    | Schweiz        | 6      | 5     | 1     |
| 3.    | Niederlande    | 6      | 4     | 2     |
| 4.    | Frankreich     | 6      | 3     | 3     |
| 5.    | Wales          | 6      | 2     | 4     |
| 6.    | England        | 6      | 1     | 5     |
| 7.    | Italien        | 6      | 1     | 5     |

#### Gruppe B
| Draw | Begegnung            | Resultat | Begegnung           | Resultat | Begegnung            | Resultat |
| ---- | -------------------- | -------- | ------------------- | -------- | -------------------- | -------- |
| 1    | Schweden – Norwegen  | 8-7      | Dänemark – Italien  | 11-6     | Luxemburg – Wales    | 11-9     |
| 2    | Schweden – Dänemark  | 10-9     | Norwegen – Finnland | 13-2     | Italien – Luxemburg  | 15-3     |
| 3    | Schweden – Italien   | 9-3      | Dänemark – Finnland | 12-5     | Norwegen – Wales     | 14-2     |
| 4    | Schweden – Finnland  | 13-3     | Dänemark – Wales    | 13-3     | Norwegen – Luxemburg | 14-1     |
| 5    | Schweden – Luxemburg | 9-2      | Norwegen – Italien  | 7-2      | Wales – Luxemburg    | 8-3      |
| 6    | Finnland – Luxemburg | 7-6      | Italien – Wales     | 12-2     | Dänemark – Norwegen  | 7-6      |
| 7    | Schweden – Wales     | 14-4     | Italien – Finnland  | 7-3      | Dänemark – Luxemburg | 6-5      |

| Platz | Team       | Spiele | Siege | Ndlg. |
| ----- | ---------- | ------ | ----- | ----- |
| 1.    | Schottland | 6      | 6     | 0     |
| 2.    | Dänemark   | 6      | 5     | 1     |
| 3.    | Schweden   | 6      | 4     | 2     |
| 4.    | Norwegen   | 6      | 3     | 3     |
| 5.    | Luxemburg  | 6      | 2     | 4     |
| 6.    | Österreich | 6      | 1     | 5     |
| 7.    | Finnland   | 6      | 0     | 6     |

### Platzierungsrunde
| Spiel             | Begegnung              | Resultat |
| ----------------- | ---------------------- | -------- |
| Spiel um Platz 13 | Italien – Finnland     | 17-8     |
| Spiel um Platz 11 | Österreich – England   | 9-7      |
| Spiel um Platz 9  | Wales – Luxemburg      | 13-3     |
| Spiel um Platz 7  | Norwegen – Frankreich  | 8-6      |
| Spiel um Platz 5  | Schweden – Niederlande | 6-5      |

### Play-off
|  | Halbfinale | Halbfinale     | Halbfinale |    |            | Finale                      | Finale                      | Finale                      |
|  |            |                |            |    |            |                             |                             |                             |
|  |            |                |            |    |            |                             |                             |                             |
|  | 1A         | BR Deutschland | 9          |    |            |                             |                             |                             |
|  | 2B         | Dänemark       | 2          |    |            |                             |                             |                             |
|  |            |                |            | 1B | Schottland | 6                           |                             |                             |
|  |            |                |            |    | 1A         | BR Deutschland              | 5                           |                             |
|  | 1B         | Schottland     | 7          |    |            |                             |                             |                             |
|  | 2A         | Schweiz        | 6          |    |            | Spiel um die Bronzemedaille | Spiel um die Bronzemedaille | Spiel um die Bronzemedaille |
|  |            |                |            |    |            | 2A                          | Schweiz                     | 4                           |
|  | 2B         | Dänemark       | 3          |    |            |                             |                             |                             |
|  |            |                |            |    |            |                             |                             |                             |

### Endstand
| Platz | Land           |
| ----- | -------------- |
| 1     | Schottland     |
| 2     | BR Deutschland |
| 3     | Schweiz        |
| 4     | Dänemark       |
| 5     | Schweden       |
| 6     | Niederlande    |
| 7     | Norwegen       |
| 8     | Frankreich     |
| 9     | Wales          |
| 10    | Luxemburg      |
| 11    | Österreich     |
| 12    | England        |
| 13    | Italien        |
| 14    | Finnland       |

## Turnier der Frauen

### Teilnehmer
Gruppe A
| England                                                                                         | Frankreich                                                                                 | Luxemburg                                                                                            | Norwegen                                                                                     |
| ----------------------------------------------------------------------------------------------- | ------------------------------------------------------------------------------------------ | --- | -------------------------------------------------------------------------------------------- |
| Skip: Christine Short Third: Margaret Maxwell Second: Anne Walton Lead: Anne Harvey             | Skip: Huguette Julien Third: Agnès Mercier Second: Paulette Sulpice Lead: Monique Tournier | Skip: Cilly Schweich Third: Madeleine v.d. Houten Second: Christianne Boulianne Lead: Marie Garritze | Skip: Trine Trulsen Third: Anne Jøtun Bakke Second: Hanne Petterson Lead: Catherine Hannevig |
| Österreich                                                                                      | Schweiz                                                                                    | Wales                                                                                                |                                                                                              |
| Skip: Herta Küchenmeister Third: Monica Holzl Second: Edeltraud Koudelka Lead: Marianne Gartner | Skip: Susan Schlapbach Third: Irene Bürgi Second: Ursula Schlapbach Lead: Katrin Peterhans | Skip: Anne Stone Third: Elizabeth Hunt Second: Barbara Williams Lead: Doris Vickers                  |                                                                                              |

Gruppe B
| Dänemark                                                                             | BR Deutschland                                                                               | Italien                                                                                     |
| ------------------------------------------------------------------------------------ | -------------------------------------------------------------------------------------------- | ------------------------------------------------------------------------------------------- |
| Skip: Jane Bidstrup Third: Iben Larsen Second: Maj-Britt Reinholdt Lead: Kirsten Hur | Skip: Almut Hege Third: Josefine Einsle Second: Susanne Koch Lead: Petra Tschetsch           | Skip: Maria G. Costantini Third: Ann Lacedelli Second: Nella Alvera Lead: Angela Costantini |
| Niederlande                                                                          | Schweden                                                                                     | Schottland                                                                                  |
| Skip: Els Neeleman Third: Netty Born Second: Lucie Wolfs Lead: Lia van Elshout       | Skip: Elisabeth Högström Third: Katarina Hultling Second: Birgitta Sewik Lead: Karin Sjögren | Skip: Isobel Torrance Third: Isobel Waddell Second: Margaret Wiseman Lead: Mary Armour      |

### Gruppenphase

#### Gruppe A
| Draw | Begegnung              | Resultat | Begegnung             | Resultat | Begegnung               | Resultat |
| ---- | ---------------------- | -------- | --------------------- | -------- | ----------------------- | -------- |
| 1    | Norwegen – Schweiz     | 8-4      | Wales – Frankreich    | 13-12    | Österreich – England    | 15-5     |
| 2    | Schweiz – Luxemburg    | 14-5     | Norwegen – Frankreich | 10-6     | Österreich – Wales      | 10-4     |
| 3    | Frankreich – Luxemburg | 11-5     | Schweiz – England     | 11-5     | Norwegen – Wales        | 11-6     |
| 4    | Frankreich – England   | 13-2     | Schweiz – Österreich  | 12-2     | Norwegen – Luxemburg    | 10-5     |
| 5    | Schweiz – Wales        | 14-4     | Norwegen – Österreich | 12-6     | England – Luxemburg     | 12-7     |
| 6    | Österreich – Luxemburg | 9-4      | England – Wales       | 9-7      | Schweiz – Frankreich    | 13-5     |
| 7    | Norwegen – England     | 15-1     | Luxemburg – Wales     | 11-5     | Frankreich – Österreich | 11-6     |

| Platz | Team       | Spiele | Siege | Ndlg. |
| ----- | ---------- | ------ | ----- | ----- |
| 1.    | Norwegen   | 6      | 6     | 0     |
| 2.    | Schweiz    | 6      | 5     | 1     |
| 3.    | Frankreich | 6      | 3     | 3     |
| 4.    | Österreich | 6      | 3     | 3     |
| 5.    | England    | 6      | 2     | 4     |
| 6.    | Luxemburg  | 6      | 1     | 5     |
| 7.    | Wales      | 6      | 1     | 5     |

#### Gruppe B
| Draw | Begegnung                 | Resultat | Begegnung                    | Resultat | Begegnung                 | Resultat |
| ---- | ------------------------- | -------- | ---------------------------- | -------- | ------------------------- | -------- |
| 1    | Schweden – Dänemark       | 13-6     | Schottland – BR Deutschland  | 6-5      | Italien – Niederlande     | 12-11    |
| 2    | Schweden – BR Deutschland | 9-8      | Dänemark – Italien           | 12-8     | Schottland – Niederlande  | 14-5     |
| 3    | Italien – BR Deutschland  | 13-6     | Dänemark – Niederlande       | 11-4     | Schweden – Schottland     | 9-4      |
| 4    | Dänemark – Schottland     | 13-6     | BR Deutschland – Niederlande | 12-0     | Schweden – Italien        | 8-3      |
| 5    | Schweden – Niederlande    | 16-2     | Italien – Schottland         | 10-5     | BR Deutschland – Dänemark | 10-5     |

| Platz | Team           | Spiele | Siege | Ndlg. |
| ----- | -------------- | ------ | ----- | ----- |
| 1.    | Schweden       | 5      | 5     | 0     |
| 2.    | Italien        | 5      | 3     | 2     |
| 3.    | Dänemark       | 5      | 3     | 2     |
| 4.    | Schottland     | 5      | 2     | 3     |
| 5.    | BR Deutschland | 5      | 2     | 3     |
| 6.    | Niederlande    | 5      | 0     | 5     |

### Tie Break
| Draw | Begegnung          | Resultat |
| ---- | ------------------ | -------- |
| 1    | Italien – Dänemark | 10-5     |

### Platzierungsrunde
| Spiel             | Begegnung                | Resultat |
| ----------------- | ------------------------ | -------- |
| Spiel um Platz 11 | Niederlande – Luxemburg  | 10-4     |
| Spiel um Platz 9  | BR Deutschland – England | 14-3     |
| Spiel um Platz 7  | Schottland – Österreich  | 16-2     |
| Spiel um Platz 5  | Frankreich – Dänemark    | 10-5     |

### Play-off
|  | Halbfinale | Halbfinale | Halbfinale |    |          | Finale                      | Finale                      | Finale                      |
|  |            |            |            |    |          |                             |                             |                             |
|  |            |            |            |    |          |                             |                             |                             |
|  | 1A         | Norwegen   | 5          |    |          |                             |                             |                             |
|  | 2B         | Italien    | 9          |    |          |                             |                             |                             |
|  |            |            |            | 1B | Schweden | 13                          |                             |                             |
|  |            |            |            |    | 2B       | Italien                     | 2                           |                             |
|  | 1B         | Schweden   | 8          |    |          |                             |                             |                             |
|  | 2A         | Schweiz    | 4          |    |          | Spiel um die Bronzemedaille | Spiel um die Bronzemedaille | Spiel um die Bronzemedaille |
|  |            |            |            |    |          | 1A                          | Norwegen                    | 3                           |
|  | 2A         | Schweiz    | 13         |    |          |                             |                             |                             |
|  |            |            |            |    |          |                             |                             |                             |

### Endstand
| Platz | Land           |
| ----- | -------------- |
| 1     | Schweden       |
| 2     | Italien        |
| 3     | Schweiz        |
| 4     | Norwegen       |
| 5     | Frankreich     |
| 6     | Dänemark       |
| 7     | Schottland     |
| 8     | Österreich     |
| 9     | BR Deutschland |
| 10    | England        |
| 11    | Niederlande    |
| 12    | Luxemburg      |
| 13    | Wales          |